# Устойчивость окружающей среды
Устойчивость окружающей среды — способность окружающей среды выдерживать воздействие человека. В экологии термин обозначает способность биологических систем к сохранению и развитию биоразнообразия.
Водно-болотные угодья и леса — типичные примеры биологически-устойчивых систем. Для людей, устойчивость окружающей среды обеспечивает потенциал для поддержания качества жизни и продолжения рода, общего благополучия и развития (через экологический, экономический и социальный аспект). Здоровые экосистемы поставляют продукты, необходимые для жизни людей и прочих организмов.
Существует два основных способа снижения негативного влияния человечества и улучшения экосистем.
Первый — экологический менеджмент. Этот подход основывается на информации, собранной благодаря геонаукам, прикладной экологии и охранной биологии. Второй подход — управление потреблением ресурсов человечеством, который базируется на информации, собранной благодаря экономическим наукам.
Экономика устойчивого развития, чувствительная к экологии, также учитывающая социальный, культурный и финансовый аспект. Создание экономики устойчивости — современный вызов миру, на уровне международного и национального законодательств, потребления, городского планирования, транспорта, и затрагивает образ жизни каждого человека.
Миссией Хартии Земли является пропаганда перехода к устойчивому образу жизни и формированию глобального сообщества, основанного на общих этических устоях, включающих в себя уважение и заботу о всем сообществе живого, принципы экологической целостности, всеобщие права человека, уважение к культурному разнообразию, экономическую справедливость, демократию и культуру мира.
Способы жить более устойчиво можно найти, реорганизовав среду обитания (например, экодеревни, экогорода и устойчивые города, перестроив экономические секторы — (пермакультура, зелёное строительство, устойчивое сельское хозяйство и устойчивая архитектура), используя новые «зелёные» технологии, возобновляемые источники энергии. Дополнительным примером может быть экологическое волонтёрство, с его интеграцией в игровую и спортивную деятельность человека: SpoGomi,  Чистые Игры,  Гринворкаут,  Плоггинг.

## Потребление — население, технологии, ресурсы
Главное влияние человека на Землю исходит от разрушения биофизических ресурсов и, особенно, экосистем Земли. Совокупное влияние человечества зависит от [количества населения Земли] * [влияние 1 человека], которое в свою очередь зависит от используемых ресурсов, их типа (например, возобновляемые или невозобновляемые ресурсы), и масштаба человеческой активности в соотношении со способностью экосистем выдерживать внешнее влияние.
Одна из первых попыток выразить влияние человечества математически было предпринято в 1970 годах и названо формула I PAT. Она выражает потребление ресурсов учитывая население, уровень потребления и влияние на 1 единицу использованного ресурса
Формула выглядит так: I = P × A × T
Где: I = влияние на окружающую среду, P = население, A = уровень потребления, T = Технология (так как потребление зависит от используемой технологии)

## Население
Мировое население достигло 7 млрд человек 30 октября 2011 года и согласно оценкам статистического агентства США превысит 9 млрд к 2050 году.
Больший прирост произойдёт в развивающихся странах, где население вырастет с 5,6 млрд (2009 год) до 7,9 млрд (2050 год).
Долгосрочные оценки динамики роста глобального населения говорят о пике около 2070 года в 9-10 млрд людей, и последующее снижение до 8,4 млрд к 2100 году.

## Способность окружающей среды выдерживать внешнее воздействие
Множество исследований показывает, что человечество уже сейчас потребляет больше ресурсов, чем планета может воспроизвести.
Экологический след измеряет человеческое потребление в терминах биологически продуктивной земли, которая предоставляет необходимые человеку ресурсы, и потребляет отходы среднестатистического жителя Земли.

## Устойчивость окружающей среды и бедность
Важнейший стимул достижения устойчивости окружающей среды это борьба с бедностью. Общепризнано, что бедность — это следствие деградации окружающей среды. Такой результат был озвучен в докладе Brundtland и отчетом Millennium Development Goals.
Согласно докладу Brundtland «бедность — один из эффектов глобальных экологических проблем. В связи с этим, нужно бороться с экологическими проблемами, иметь понимание причин бедности и международного неравенства.»
Люди, живущие в бедности, больше полагаются на местные экосистемы, как на источник базовых ресурсов (питание и медицина) и общего благополучия.
С ростом мирового населения, увеличивается давление на местные экосистемы. Согласно Фонду ОНН в области народонаселения, высокая фертильность и бедность имеют прямую зависимость, и беднейшие страны мира также отличаются высокой фертильностью и соответственно темпами роста населения.

## Дальнейшее чтение (на англ.)
- Atkinson, G., Dietz, S. & Neumayer, E. (2007). Handbook of Sustainable Development. Cheltenham: Edward Elgar. ISBN 978-1-84376-577-6.
- Bartlett, A. (1998). Reflections on Sustainability, Population Growth, and the Environment—Revisited revised version (January 1998) paper first published in Population & Environment 16(1): 5-35. Retrieved on: 2009-03-12.
- Benyus, J. (1997). Biomimicry: Innovations Inspired by Nature. New York: William Morrow. ISBN 0-06-053322-6.
- Blackburn, W.R. (2007). The Sustainability Handbook. London: Earthscan. ISBN 978-1-84407-495-2.
- Costanza, R., Graumlich, L.J. & Steffen, W. (eds), (2007). Sustainability or Collapse? An Integrated History and Future of People on Earth. Cambridge, MA.: MIT Press. ISBN 978-0-262-03366-4.
- Kraines, Samuel Henry; H. Komiyama. Vision 2050: Roadmap for a Sustainable Earth (англ.). — Berlin: Springer[англ.], 2008. — ISBN 4-431-09430-X. Архивировано 11 декабря 2012 года.
- Norton, B. (2005). Sustainability, A Philosophy of Adaptive Ecosystem Management. Chicago: The University of Chicago Press. ISBN 978-0-226-59521-4.